# Strigula bermudana
Strigula bermudana är en lavart som först beskrevs av Tuck. ex Nyl., och fick sitt nu gällande namn av R. C. Harris. Strigula bermudana ingår i släktet Strigula och familjen Strigulaceae.   Inga underarter finns listade i Catalogue of Life.